# БН-800
БН-800 — ядерный энергетический реактор с натриевым теплоносителем, относящийся к категории реакторов на быстрых нейтронах с использованием оксидного уран-плутониевого МОКС-топлива.
Применение в реакторе БН-800 уран-плутониевого топлива позволяет не только использовать запасы энергетического плутония, но и утилизировать оружейный плутоний, а также «сжигать» долгоживущие изотопы актиноидов из облучённого топлива тепловых реакторов.
Единственный действующий реактор данного типа находится на энергоблоке № 4 Белоярской АЭС в Свердловской области. Запуск реактора состоялся 10 декабря 2015 года, промышленная эксплуатация производится с 1 ноября 2016 года. Электрическая мощность — 880 МВт.
Кроме своего основного (производственного) назначения, первый действующий реактор БН-800 имеет большое экспериментальное значение — на нём производится окончательная отработка технологии реакторов данного типа, которые предстоит применить в реакторе БН-1200. Хотя реакторы на быстрых нейтронах позиционируются как перспективные, до 2035 года планируется построить и ввести в строй единственный реактор БН-1200 — в составе всё той же Белоярской АЭС.

## История разработки проекта
Проект энергоблока БН-800 был разработан ещё в 1983 году как типовой и предполагал реализацию сразу на нескольких атомных станциях (Белоярской и Южноуральской). Позднее он дважды пересматривался:
- 1987 год — после аварии на Чернобыльской АЭС;
- 1993 год — в соответствии с новой нормативной документацией по безопасности.

В конце 1990-х годов, согласно «Программе развития атомной энергетики Российской Федерации на 1998—2005 годы и на период до 2010 года», все ещё предусматривалось сооружение и ввод в эксплуатацию энергоблоков с реакторами типа БН-800 на двух вышеупомянутых станциях. Однако, в итоге, строительство Южно-Уральской АЭС так и не возобновилось, и проект энергоблока с реактором типа БН-800, со значительной задержкой, был реализован только на Белоярской АЭС. В сентябре 2022 года реактор БН-800 блока № 4 Белоярской АЭС впервые был выведен на полную мощность, будучи полностью загружен оксидным уран-плутониевым МОКС-топливом.

## Характеристики
| Характеристика                               | БН-800                 |
| -------------------------------------------- | ---------------------- |
| Тепловая мощность реактора, МВт              | 2100                   |
| К. п. д. (нетто), %                          | 39,4                   |
| Давление пара перед турбиной, атм            |                        |
| Давление в первом и втором контурах, атм     | близкое к атмосферному |
| Давление в третьем контуре, атм              | 140                    |
| Температура натрия, °C:                      |                        |
| на входе в реактор                           | 354                    |
| на входе в теплообменники первого контура    | 547                    |
| на выходе из теплообменников второго контура | 505                    |
| Высота активной зоны, м                      |                        |
| Диаметр ТВЭЛа, мм                            |                        |
| Число ТВЭЛов в кассете                       |                        |
| Загрузка топлива, т                          |                        |
| Среднее обогащение урана, %                  |                        |
| Среднее выгорание топлива, МВт-сут/кг        |                        |

## Энергоблок № 4 Белоярской АЭС
В 1994 году проект энергоблока БН-800 прошёл все необходимые экспертизы и согласования, в том числе независимую экспертизу комиссии Свердловской области.
В итоге, 26 января 1997 года была получена лицензия Госатомнадзора России № ГН-02-101-0007 на сооружение блока № 4 Белоярской АЭС с реакторной установкой БН-800.
Разогрев реактора для заправки жидкометаллическим теплоносителем начался 25 декабря 2013 года.
Набор минимальной критической массы и вывод на минимальную контролируемую мощность цепной реакции произошли в конце июня 2014 года. Энергетический пуск планировался на октябрь 2014 года, но был отложен из-за неготовности проектных сборок МОКС-топлива:

Исходно БН-800 планировали пускать на МОКС-топливе (кстати, как и БН-600 в своё время). Но производства этого топлива не было, его нужно было создавать. И в 2010 году уже стало ясно, что когда нужно будет загружать топливо в реактор, готово оно не будет. Тогда перед конструктором поставили срочную задачу: заменить проектную МОКС-зону на смешанную, где часть сборок будет содержать урановое топливо. И конструктор был вынужден принимать решения в условиях нехватки времени и с учётом всех требований, которые необходимо было соблюсти… Решения эти были связаны главным образом с распределением потока натрия — применили дроссельное устройство, которое вкручивалось снизу в топливную сборку. Как оказалось, это устройство при наших расходах натрия надёжно работать не может: там такие нагрузки, что оно просто-напросто вывинчивается и выпадает. Естественно, это касается только той части сборок (их чуть больше сотни из общего количества в тысячу штук), которые пошли под замену штатных… Теперь нужно исправлять их недостатки, заменять ненадёжные части.
— Директор Белоярской АЭС Михаил Баканов
После модификации активной зоны (повторный) физический пуск состоялся в конце июля 2015 года.
25 ноября 2015 на энергоблоке № 4 Белоярской АЭС, с реактором БН-800, впервые был выработан пар, с помощью которого было произведено пробное прокручивание турбины по штатной тепловой схеме.
10 декабря 2015, в 21:21 по местному времени (19:21 мск), энергоблок с реактором БН-800 включён в энергосистему Урала.
На 2018 год энергоблок работает на номинальном уровне мощности.
В сентябре 2022 года реактор блока № 4 впервые был выведен на полную мощность, будучи полностью загружен инновационным смешанным оксидным уран-плутониевым МОКС-топливом.

### Задачи реактора
- Обеспечение эксплуатации на МОКС-топливе.
- Экспериментальная демонстрация ключевых компонентов закрытого топливного цикла.
- Отработка в реальных условиях эксплуатации новых видов оборудования и усовершенствованных технических решений, введённых для повышения показателей экономичности, надёжности и безопасности.
- Разработка инновационных технологий для будущих реакторов на быстрых нейтронах с жидкометаллическим теплоносителем: испытания и аттестация перспективного топлива и конструкционных материалов, демонстрация технологии выжигания минорных актинидов и трансмутации долгоживущих продуктов деления, составляющих наиболее опасную часть радиоактивных отходов атомной энергетики.
- Генерация электроэнергии

### Инновации БН-800
- Самозащищённость блока от внешних и внутренних воздействий.
- Пассивные средства воздействия на реактивность, системы аварийного расхолаживания через теплообменники, поддон для сбора расплавленного топлива.
- Нулевой натриевый пустотный эффект реактивности.
- Минимальная вероятность аварии с расплавлением активной зоны.
- Исключение выделения плутония в топливном цикле при переработке облучённого ядерного топлива[20].

### Задачи энергоблока № 4
- Формирование экологически чистого «замкнутого» ядерного топливного цикла.
- Более чем 50-кратное увеличение использования добываемого природного урана, и обеспечение атомной энергетики России топливом на длительную перспективу за счёт своего воспроизводства.
- Утилизация отработанного ядерного топлива с АЭС на тепловых нейтронах.
- Утилизация радиоактивных отходов путём вовлечения в полезный производственный цикл отвального урана и плутония.
- Энергообеспечение развития экономики Свердловской области.
- До октября 2016 года — выполнение обязательств по утилизации оружейного плутония в рамках соглашения[21]. (Выполнение обязательств приостановлено на основании Федерального закона от 31.10.2016 N 381-ФЗ)

### Награды
В октябре 2016 года старейший американский журнал по энергетике «POWER» присудил четвёртому энергоблоку Белоярской АЭС с реактором БН-800 премию «Power Awards» за 2016 в номинации «Лучшие станции».
При награждении было отмечено, что данный энергоблок:
- является самым мощным в мире реактором-размножителем на быстрых нейтронах с жидкометаллическим натриевым теплоносителем
- является универсальным устройством, пригодным для производства электроэнергии, утилизации плутония, утилизации отработанного ядерного топлива с АЭС на тепловых нейтронах, производства изотопов
- играет решающую роль в формировании экологически чистого «замкнутого» ядерного топливного цикла, увеличении объёмов производства ядерного топлива, увеличении мощности АЭС и сокращении ядерных отходов

## Безопасность реакторов типа БН, в частности БН-800
По своим физико-техническим свойствам (низкое — близкое к атмосферному — рабочее давление натриевого теплоносителя, большие запасы до температуры кипения, относительно небольшой запас реактивности на выгорание, большая теплоёмкость натрия и др.) быстрые реакторы с натриевым теплоносителем имеют высокий уровень внутренне присущей безопасности. Это качество убедительно продемонстрировано в процессе длительной эксплуатации предшествующего реактора БН-600.
Принят целый ряд новых решений:
- они основываются на пассивных принципах. Это означает, что эффективность не зависит от надёжности срабатывания вспомогательных систем и действий человека.
- ещё одно преимущество натриевого теплоносителя — низкая коррозионная активность по отношению к используемым в реакторе конструкционным материалам. Поэтому ресурс натриевого оборудования большой, а количество образующихся в таком реакторе радиоактивных продуктов коррозии намного меньше, чем в других типах реакторов.
- натрий связывает радиоактивный йод в нелетучий иодид натрия, и он не выделяется в окружающую среду. При эксплуатации установок типа БН образуется незначительное количество радиоактивных отходов.

## Недостатки
Использование натрия в качестве теплоносителя требует решения следующих задач:
- чистота натрия, используемого в БН. Большие проблемы вызывают примеси кислорода из-за участия кислорода в массопереносе железа и коррозии компонентов;
- натрий является очень активным химическим элементом. Он горит в воздухе. Горящий натрий образует дым, который может вызвать повреждение оборудования и приборов. Проблема усложняется в случае, если дым натрия радиоактивен. Горячий натрий в контакте с бетоном может реагировать с компонентами бетона и выделять водород, который в свою очередь взрывоопасен.
- возможность реакций натрия с водой и органическими материалами, что важно для надёжности конструкции парогенератора, в котором теплота с натриевого теплоносителя передаётся в водный.

По состоянию на январь 2019 года прямое сравнение реактора БН-800 с другими реакторами на быстрых нейтронах невозможно в силу отсутствия других действующих или строящихся реакторов на быстрых нейтронах. На сегодняшний момент в мире строятся только водо-водяные реакторы, в России строятся только реакторы проекта ВВЭР-1200 (реакторы этого типа меньшей мощности неконкурентны).
Недостатки по сравнению с ВВЭР-1200:
- стоимость 1 кВт установленной мощности в 1,4 раза больше, чем на Нововоронежской АЭС 2-1 с ВВЭР-1200 (капитальные затраты при сооружении энергоблоков БН-800[24] и ВВЭР-1200 примерно равны, а номинальная мощность отличается в 1,4 раза. Данный недостаток будет нивелирован строительством БН-1200[25])
- более дорогое топливо (для топливных загрузок БН требуется уран высокого обогащения (16-20 % по 235U)[источник не указан 903 дня])
- более высокие затраты на эксплуатацию, техническое обслуживание и ремонт, приходящиеся на 1 кВт∙ч произведённой электроэнергии[26]
- низкий КИУМ — 78 %[27] (вместе c БН-600) против ~90 % (связан с коротким топливным циклом 6 месяцев против 12-18 месяцев у ВВЭР-1200)
- срок службы 40 лет против 60[10]

Недостатки по сравнению с уран-графитовыми реакторами (РБМК-1000 и др.):
- невозможность перегрузки топлива без остановки реактора
- более дорогое топливо (для топливных загрузок БН требуется уран высокого обогащения (16-20 % по 235U)[источник не указан 903 дня])

Недостатки по сравнению с водо-водяными реакторами иностранного дизайна (AP1000 и др.):
- более дорогое топливо (для топливных загрузок БН требуется уран высокого обогащения (16-20 % по 235U)[источник не указан 903 дня])
- низкий КИУМ — 78 %[27] (вместе c БН-600) против ~90 %
- срок службы 40 лет против 60 лет

Стоимость строительства водо-водяных реакторов иностранного дизайна в несколько раз превышает стоимость строительства БН-800, поэтому стоимость БН-800 в сравнении с ними является преимуществом.